# Montañas Pare
Las montañas Pare son una cadena montañosa en el nordeste de Tanzania, situada entre las montañas Usambara, al sudeste, y el Kilimanjaro, al noroeste. Está formada por dos cordilleras, las montañas Pare Septentrionales y Pare Meridionales, que culminan en el pico Shengena, de 2463 m, en el sur. Forman parte del Arco Montañoso Oriental, que atraviesa el este de Tanzania de sudoeste a nordeste.
Estas montañas están densamente pobladas, con numerosos poblados unidos por una red de caminos transitables en todoterreno, como las montañas Usambara. El principal grupo étnico son los pare, también llamados asu. Aun siendo considerados una unidad étnica, entre los pare hay diferencias históricas y lingüísticas.
Las montañas Pare no están tan desarrolladas para el turismo como los Usambara, pero gracias a que las tradiciones y el folclore de los pare han permanecido durante mucho tiempo sin modificaciones a causa del aislamiento, tienen un interés especial para el viajero. La mejor manera de explorar las montañas es empezar en Mwanga, desde donde se puede ir a Usangi, en los Pare Norte, o a Mbaga, en los Pare Sur.

## Pare Septentrionales

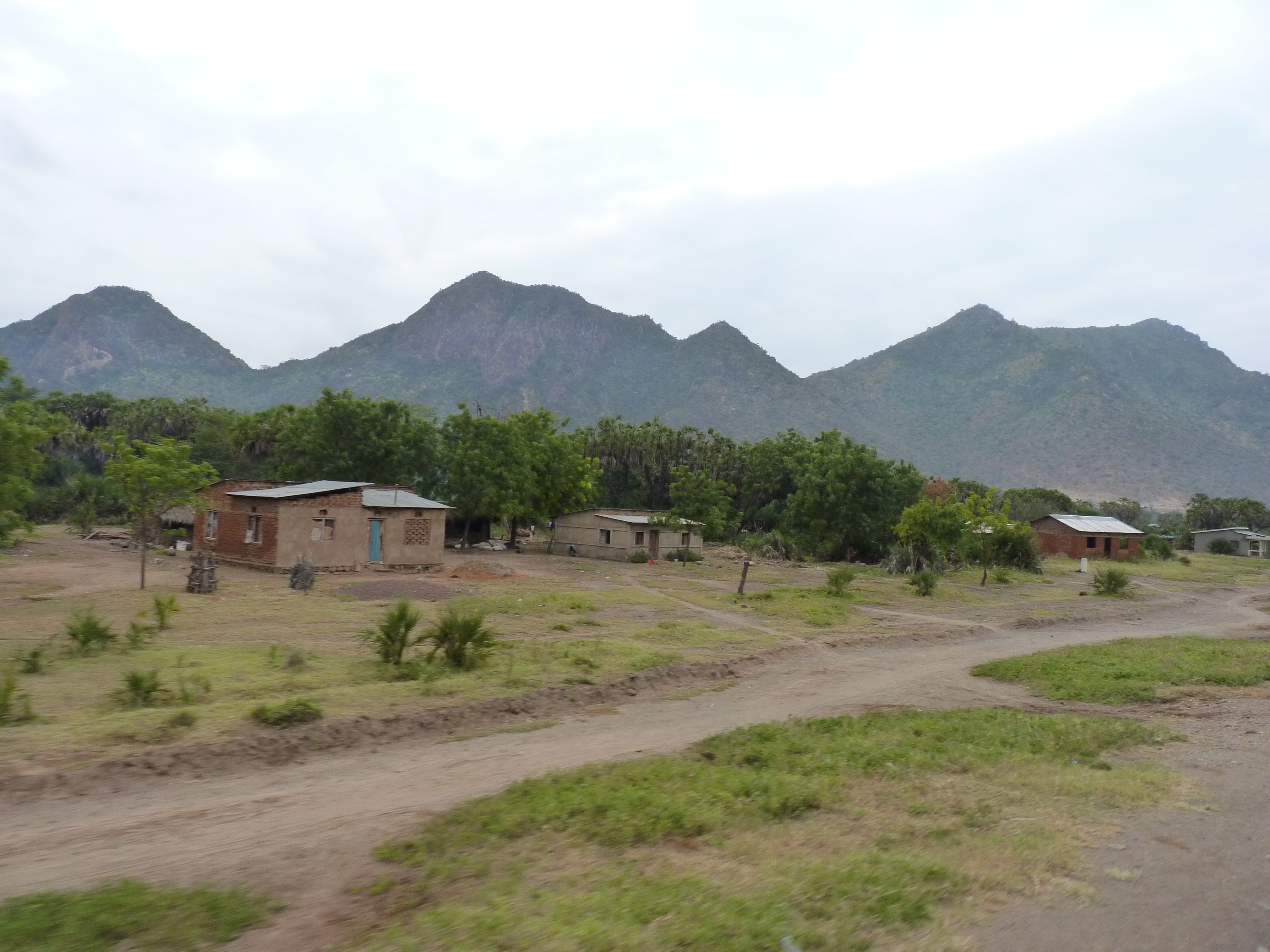
Vista de las montañas de Pare Norte

Las montañas Pare Septentrionales pertenecen al distrito Mwanga en la región del Kilimanjaro. Su altitud oscila entre los 500 y los 2113 m. La población es de alrededor de 57.000 personas distribuida en unos 40 pueblos situados en las tierras altas. La mayor parte de la tierra está formada por reservas gubernamentales y por granjas y bosques pertenecientes a los clanes.
Dentro de las Pare Septentrionales hay tres reservas forestales, Kindoroko, Minja y Mramba, y otras tres propuestas, Kiverenge, Kamwella I y Kamwella II, en total unas 7407 hectáreas del bosque del Arco Oriental. Hay también 289 reservas forestales de clanes que cubren 371 hectáreas, formando una serie de parches muy bien protegidos. El tipo de bosque oscila entre el montano y las tierras cálidas y secas, en general menos lluviosas que otras sierras del Arco Montañoso Oriental, de ahí que esté continuamente amenazado por el fuego. Si se produce un incendio, el bosque original, en el que se incluyen especies como Prunus africana, Albizia gummifera y Newtonia buchananii es sustituido por eucaliptos y acacias australianas, que se convierten en dominantes.

## Pare Meridionales

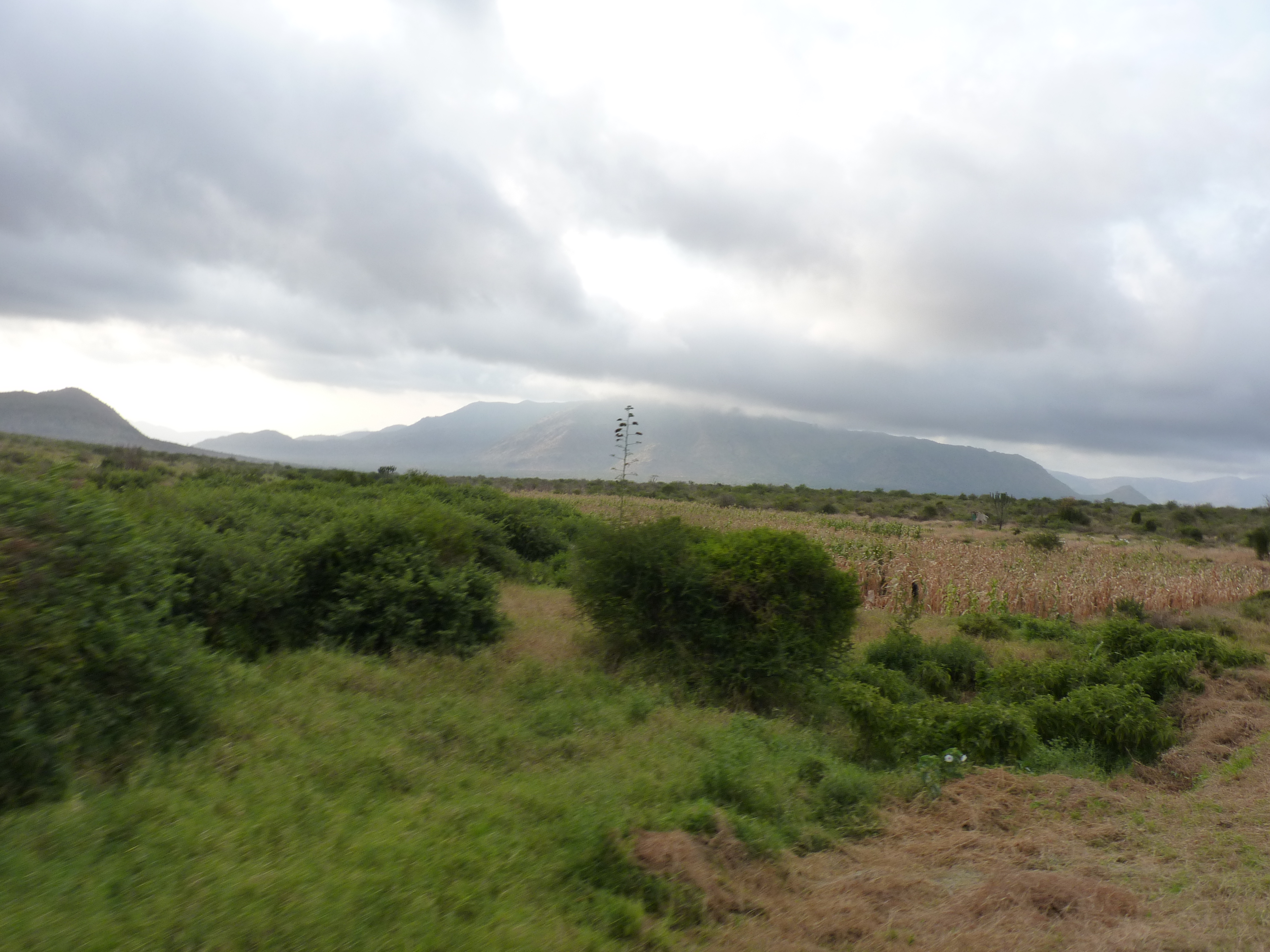
Vista de las montañas de Pare Sur

Las montañas Pare Meridionales pertenecen al mismo distrito de la región de Kilimanjaro. La altitud máxima es de 2463 m en el pico Shengena. La población se acerca a los 100.000 habitantes repartidos en 49 poblados en las tierras altas. Como en el norte, la tierra está dividida en granjas y reservas del Estado.
Las Pare Meridionales contienen nueve reservas forestales. La más importante es Chome, de 14.231 hectáreas, que comprende el pico Shengena. Las otras son Chambogo, Kiranga-Hengae, Chongweni, Kankoma, Kisiwani, Vumari, Kwizu y Maganda, más dos propuestas, Kwamwenda y Mwala, y tres pertenecientes a pueblos, Dido, Mambugi e Ishereto. En total, unas 27.168 hectáreas. Las áreas protegidas van del bosque submontano, con especies como Parinari excelsa, al montano, con especies como Octotea usambarensis, Albizia gummifera y Podocarpus latifolius. 
En esta región hay un vertebrado endémico, Zosterops winifredae, muy parecido al anteojitos serrano, y otros tres vertebrados que aparecen únicamente en el Arco Oriental.
Como en las Pare Septentrionales, cuando el bosque desaparece por la explotación maderera, es sustituido por eucaliptos y acacias australianas.

## Los pare
Los pare son conocidos por haber tenido una capital fortificada, bajo el jefe Ghendewa. Este creó un ejército y dirigió su tribu con un sofisticado sistema social. El reverendo Jacob Jenson Dannholz, misionero de Leipzig vino a vivir en Mbaga entre 1908 y 1917, y construyó una iglesia y una granja en Tona Moorland, conocida como la Casa del hombre blanco, aunque oficialmente se llama Dannholz Cottage, en su honor. 
En las Pare Meridionales hay muchos lugares emblemáticos que podrían ser atractivos para el turismo relacionados con la cultura indígena y la época colonial: las colinas Mbaga, con áreas como las Malameni Rock, donde hasta 1930 se sacrificaban niños para apaciguar a los demonios, las cuevas Mghimbi, un escondrijo natural en la época de la esclavitud. Y la subida al pico Shengena, donde se pueden encontrar colonias de monos colobo.